# Deslizas otra vez
«Deslizas otra vez» (Scivoli di nuovo en italiano) es una canción del cantante italiano Tiziano Ferro. La canción fue escrita para su cuarto álbum de estudio, denominado Alla mia età/A mi edad.
La canción fue promocionada como el quinto y último sencillo del álbum.

## Vídeo musical
El vídeo musical de Deslizas otra vez, monocromo, se refiere al original italiano grabado en una cárcel de Bollate, Milano, donde la voz se cambia de Ferro a otros reclusos que van en ascenso.

## Lista de canciones
Descarga Digital/EP
1. "Scivoli di nuovo" – 4:08
2. "Deslizas Otra Vez" (Versión Española) – 4:08